# Дюдюкина, Анна Петровна
Анна Петровна Дюдюкина (17 июля 1934 — 10 января 2020) — передовик советского сельского хозяйства, доярка госплемзавода «Коммунарка» Ленинского района Московской области, Герой Социалистического Труда (1973).

## Биография
Родилась в 1934 году в селе Старое Азарово, ныне Угранского района Смоленской области в русской крестьянской семье. Получив начальное образование в сельской школе, начала трудовую деятельность в колхозе «Октябрь» Угранского района Смоленской области. В 1953 году переехала на постоянное место жительство в Московскую область и трудоустроилась в совхоз «Коммунарка» Ленинского района Московской области. Работала в полеводческой бригаде. С 1959 по 1962 годы работала в Москве мойщицей в таксомоторном парке.
В октябре 1962 года вернулась в село. Стала работать дояркой госплемзавода «Коммунарка». С 1973 года член КПСС. Стала передовиком производства, одной из первых вышла за предел 5500 килограммов молока в среднем от закреплённой коровы за год.
За большие успехи, достигнутые во Всесоюзном социалистическом соревновании и проявленную трудовую доблесть в выполнении принятых обязательств по увеличению производства и заготовок продуктов животноводства в зимний период 1972-1973 годов, Указом Президиума Верховного Совета СССР от 6 сентября 1973 года Анне Петровне Дюдюкиной было присвоено звание Героя Социалистического Труда с вручением ордена Ленина и золотой медали «Серп и Молот».
В дальнейшем продолжала трудовую деятельность. Являлась постоянной участницей выставки достижениях народного хозяйства. Неоднократно избиралась депутатом Ленинского районного Совета народных депутатом, была членом райкома Партии. Позднее вышла на заслуженный отдых.
Проживала в посёлке Коммунарка Новомосковского административного округа города Москвы. Умерла 10 января 2020 года.

## Награды
За трудовые успехи удостоена:
- золотая звезда «Серп и Молот» (06.09.1973),
- два орден Ленина (06.09.1973),
- Орден Трудового Красного Знамени (08.04.1971),
- Орден «Знак Почёта» (22.03.1966),
- другие медали.